# Jonathan Paredes
Jonathan Felipe Paredes Hernández (Duitama, 4 april 1989 – El Barne, 19 mei 2025) was een Colombiaans wielrenner die in 2014 en 2015 reed voor Colombia.

## Carrière
Tijdens de Ronde van Colombia in 2017 testte Paredes positief op het gebruik van Cera. De UCI schorste hem voor vier jaar en hij werd geschrapt uit de uitslag van de ronde van zijn thuisland.
Paredes overleed op 19 mei 2025 op 36-jarige leeftijd bij een verkeersongeval.

## Overwinningen
2013
 Pan-Amerikaans kampioen op de weg, Elite

## Resultaten in voornaamste wedstrijden
| Jaar | Strade Bianche | Waalse Pijl |
| ---- | -------------- | ----------- |
| 2014 | 77e            | opgave      |
| 2015 |                |             |

## Ploegen
- 2014 –  Colombia
- 2015 –  Colombia

Ávila · Cano · Castiblanco · Díaz · Duarte · Duque · Martínez · Molano · Pantoja · Paredes · Pedraza · Quintero · B.Ramírez · C.Ramírez · Rubiano · Sarmiento · Torres · Valencia · Barón (stagiair)